# Sophie Wilhelmine von Brandenburg-Kulmbach-Bayreuth

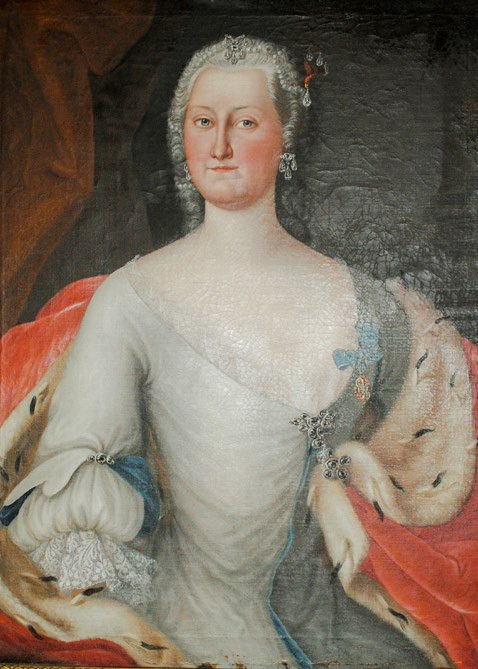
Sophie Wilhelmine von Brandenburg-Kulmbach-Bayreuth

Sophie Wilhelmine von Brandenburg-Kulmbach-Bayreuth (* 8. Juli 1714 in Weferlingen; † 7. September 1749 in Aurich) war als Frau des letzten Fürsten Carl Edzard die Fürstin von Ostfriesland.

## Leben
Sophie Wilhelmine war die jüngste Tochter von Georg Friedrich Karl (1688–1735) und Dorothea von Schleswig-Holstein-Sonderburg-Beck (1685–1761). Zwei Jahre nach der Geburt von Wilhelmine wurde das Paar geschieden. Dorothea wurden dabei „Verbrechen gegen die eheliche Treue“ zur Last gelegt. Nach der Scheidung wurde sie zunächst in der ansbachischen Festung Wülzburg eingesperrt, dann nach Altendorf bei Bamberg abgeschoben, schließlich auf der Festung Lauenstein interniert. Ihr Vater zog mit den Kindern nach Rothenburg ob der Tauber, von wo aus er neun Jahre später als Markgraf das Fürstentum Bayreuth übernahm. Die Kinder wurden von der Großmutter erzogen. Ihre Mutter hat Sophie Wilhelmine vermutlich nie wiedergesehen. Schon in jungen Jahren verließ Sophie Rothenburg und zog an den Hof ihrer Tante Sophie Karoline von Brandenburg-Kulmbach, der Fürstin von Ostfriesland, nach Aurich. Dort lernte sie ihren späteren Gatten Carl Edzard kennen, den Stiefsohn ihrer Tante.
Der Vater Carl Edzards war schon längere Zeit schwer erkrankt und erlitt noch vor dem 18. Geburtstag seines Sprösslings einen Schlaganfall. Um den Fortbestand der Dynastie zu sichern, wurde für Carl Edzard daraufhin eiligst eine Hochzeit arrangiert. Die Initiative dafür ging wohl von seiner Stiefmutter aus. Diese wählte mit Wilhelmine Sophie die Tochter ihres ältesten Bruders Georg Friedrich Karl von Brandenburg-Bayreuth, als Braut aus und arrangierte die Verlobung des gerade Siebzehnjährigen mit der zwei Jahre älteren Verwandten. Am 25. Mai 1734 wurde auf Burg Berum in Anwesenheit des bereits schwerkranken Fürsten Georg Albrecht die Hochzeit gefeiert. Drei Wochen später, am 12. Juni 1734, verstarb Georg Albrecht, und Carl Edzard wurde Landesherr von Ostfriesland, seine Frau führte den Titel Fürstin.
Vier Tage nachdem seine Gemahlin eine Fehlgeburt erlitten hatte und damit die Hoffnungen auf einen Erben und Nachfolger zunächst dahin waren, brach Carl Edzard am 16. Mai 1744 zu Fuß in seine Sommerresidenz, das Jagdschloss Wilhelminenholz in Sandhorst, auf, wo Wilhelmine Sophie auf ihn wartete. Dort angekommen, verlangte er von seiner Frau ein Glas Buttermilch, nach dessen Genuss er sich unwohl fühlte. In den folgenden Tagen verschlimmerte sich die Krankheit immer mehr. Am 24. Mai bezeichnete der behandelnde Arzt den Zustand des Fürsten als bedenklich, äußerte aber am 25. Mai die Hoffnung auf Besserung, die sich indes zerschlug: Carl Edzard starb an seinem 10. Hochzeitstag zwischen 23 und 24 Uhr als letzter seines Geschlechts. Ob er vergiftet wurde oder eines natürlichen Todes starb, konnte nie geklärt werden.
Nach seinem Tod machte König Friedrich II. von Preußen sein Nachfolgerecht geltend, das in der Emder Konvention geregelt war. Er ließ Ostfriesland, von Emden ausgehend, ohne Widerstand besetzen, worauf am 23. Juni 1744 das Land der Krone huldigte.
Sophie Wilhelmine erkrankte nach dem Tod ihres Mannes schwer. Ihr Zustand verschlechterte sich immer mehr. Ab 1745 war sie beinahe ganz gelähmt, blind und wassersüchtig. Erst 36-jährig starb sie am 7. September 1749 auf dem Schloss in Aurich und wurde in der Fürstengruft der Stadtkirche beigesetzt.